# Prolasius reticulatus
Prolasius reticulatus é uma espécie de formiga do gênero Prolasius, pertencente à subfamília Formicinae.